# Eduardo García Martínez
Eduardo García Martínez (Madrid, 30 d'abril de 1992), també conegut pel seu sobrenom artístic Dudu, és un actor de cinema i televisió i cantant madrileny. Els seus papers més coneguts són els de "Josemi", a la sèrie Aquí no hay quien viva, i el de "Fran", a la sèrie La que se avecina. També ha participat en pel·lícules com Torrente 3: El protector interpretant a "Torrente" d'adolescent i La màquina de ballar fent d'"Óscar".

## Biografia

### Carrera musical
Posterior a la seva etapa com a actor, Eduardo García, amb el sobrenom de Dudu inicià juntament amb CharfleX i Manu el projecte musical LFAM, un grup de rap i trap madrileny i no lligat a cap discogràfica. La cançó Burlaos tingué una gran repercussió a Internet.

## Filmografia

### Cinema
- Torrente 3: El protector (2005)
- La màquina de ballar (2006)

### Televisió
- Cuéntame cómo pasó (2001)
- Un lugar en el mundo (2003)
- Aquí no hay quien viva (2003-2006)
- Homo Zapping (2006)
- La que se avecina (2007-2013)
- El internado (2008)
- La hora de José Mota (2009)